# Stephen Moyer

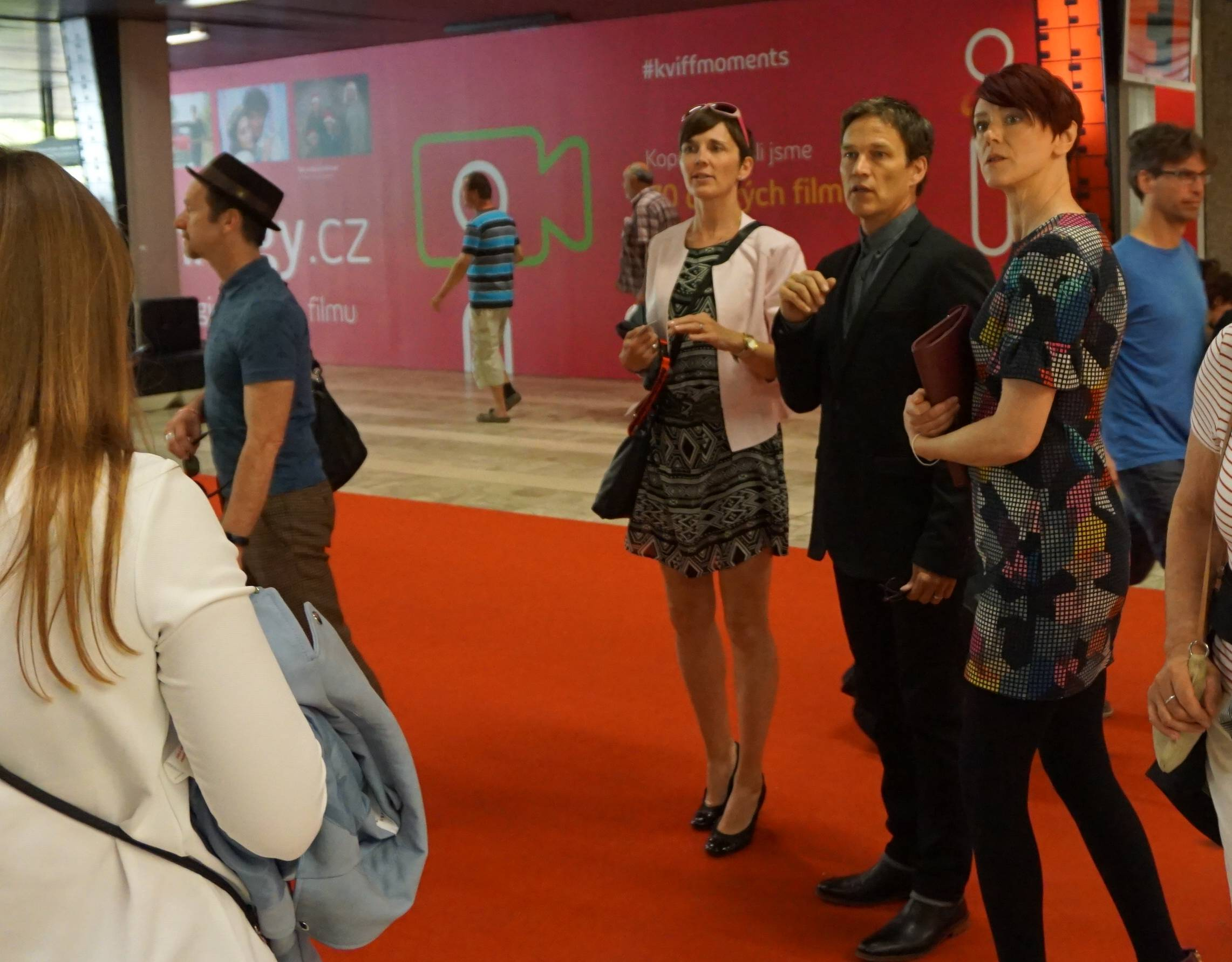
Stephen Moyer (în costum negru), Denis O’Hare (cu pălărie) invitați pentru prezentarea filmului Paharul de adio la al 53-lea Festival al Filmului de la Karlovy Vary (1 iulie 2018)

Stephen Moyer  pe numele real Stephen John Emery (n. 11 octombrie 1969, Brentwood, Anglia, Regatul Unit)  este un actor de film, regizor, și producător englez. 

## Biografie
Moyer a debutat în 1993 în serialul britanic de televiziune Conjugal Rites, având unul dintre rolurile importante. În filmul de aventură fantezie Prince Eisenherz (1997) a avut rolul principal, iar în filmul de dramă istorică Quills - Power of the Obsession (2000) a apărut alături de Geoffrey Rush și Kate Winslet. A jucat unul dintre rolurile principale alături de Anne Parillaud în thrillerul de acțiune Deadlines (2004); în thrillerul 88 de minute (2007), a apărut alături de Al Pacino și Leelee Sobieski.
Din septembrie 2008 până în august 2014, Moyer a apărut ca vampirul Bill Compton în serialul HBO True Blood, bazat pe seria de cărți a scriitorului Charlaine Harris. 
Este căsătorit cu Anna Paquin, din 21 august 2010. În septembrie 2012, au devenit părinți de gemeni.

## Filmografie selectivă

### Actor

#### Cinema
- 1997 Il mistero del principe Valiant (Prince Valiant), regia Anthony Hickox
- 2000 Quills - La penna dello scandalo (Quills), regia Philip Kaufman
- 2005 Undiscovered, regia Meiert Avis
- 2007 88 de minute (88 Minutes), regia Jon Avnet
- 2008 Restraint, regia David Denneen
- 2010 Open House, regia Andrew Paquin
- 2011 Răzbunătorul (Priest), regia Scott Stewart
- 2011 The Caller, regia Matthew Parkhill
- 2011 The Double, regia Michael Brandt
- 2012 The Barrens, regia Darren Lynn Bousman
- 2013 Evidence, regia Olatunde Osunsanmi
- 2013 Devil's Knot - Fino a prova contraria (Devil's Knot), regia Atom Egoyan
- 2015 Zona d'ombra (Concussion), regia Peter Landesman
- 2016 Detour - Fuori controllo (Detour), regia Christopher Smith
- 2016 Juveniles, regia Nico Sabenorio
- 2017 The Hatton Garden Job, regia Ronnie Thompson
- 2018 Juveniles, regia Nico Sabenorio

#### Televiziune
- Conjugal Rites - serial TV, 13 episoade ([993-1994)
- Castles - serial TV, 16 episoade (1995)
- Lord of Misrule, regia Guy Jenkin - film TV (1996)
- Cadfael - I misteri dell'abbazia (Cadfael) - serial TV, (1996)
- Jack Frost (A Touch of Frost) - serial TV (1997)
- The Grand - serial TV, 8 episoade (1997)
- Inspectorul Barnaby (Midsomer Murders) - serial TV (1998)
- Ultraviolet - miniserie TV (1998)
- Highlander: The Raven - serie TV (1999)
- Cold Feet - serial TV (1999)
- Life Support - serial TV, 5 episoade (1999)
- The Secret - miniserie TV, 2 episoade (2000)
- Sunburn - serial TV (2000)
- Peak Practice - serial TV (2000)
- Revolta (Uprising), regia Jon Avnet film TV (2001)
- Princess of Thieves (Princess of Thieves), regia di Peter Hewitt – film TV (2001)
- Men Only, regia Peter Webber - film TV (2001)
- Entrusted (Entrusted), regia Giacomo Battiato – film TV (2003)
- NY-LON - miniserial TV, 7 episoade (2004)
- The Final Quest, regia David Jason - film TV (2004)
- Waking the Dead - serial TV (2005)
- Casualty - serial TV (2005)
- Lilies - serial TV, 7 episoade (2007)
- The Starter Wife – serial TV, 8 episoade (2007)
- Empathy, regia David Richards - film TV (2007)
- True Blood – serial TV, 80 episoade (2008-2014)
- Ice – miniserial TV, 2 episoade (2011)
- Jan - serial TV, 8 episodi (2012)
- Killing Jesus, regia Christopher Menaul – film TV (2015)
- The Bastard Executioner – serial TV, 10 episoade (2015)
- Shots Fired - serial TV, 10 episoade (2017)
- Safe House - serial TV, 4 episoade (2017)
- The Gifted – serial TV, 7 episoade (2017-prezent)

### Regizor
- 2012-2014 True Blood - serial TV, (episoadele din stagiunea a 5-a, a 6-a, a 7-a)
- 2018 Paharul de adio (The Parting Glass), prezentat la Festivalul de Film de la Karlovy Vary (1 iulie 2018)
- 2020 Flack (Serial TV) (2 episoade)

### Producător
- 2012 The Barrens, regia Darren Lynn Bousman
- 2013 Free Ride, regia Shana Betz
- 2018 Paharul de adio (The Parting Glass), regia Stephen Moyer